# コンスタンティン・シチェルバコフ
コンスタンティン・アレクサンドロヴィチ・シチェルバコフ（Константи́н Алекса́ндрович Щербако́в, Konstantin Alexandrovich Scherbakov, 1963年6月11日 - ）は、ロシアのピアニスト。

## 経歴
アルタイ地方バルナウル生まれ。11歳でベートーヴェンのピアノ協奏曲第1番を演奏しデビュー。その後、モスクワ音楽院でレフ・ナウモフに師事した。数々の有名コンクールを制覇した後、1983年の第1回ラフマニノフ国際コンクールで優勝した。1990年、第20回オソロ室内楽音楽祭（Chamber Music Festival of Asolo）でラフマニノフの全曲演奏を行い、スヴャトスラフ・リヒテルに称讃された。1998年から、スイスのチューリッヒ音楽大学で教授職に就いている。
現代の技巧派ピアニストとして知られ、これまでに、フランツ・リストの編曲によるベートーヴェンの交響曲全曲（NAXOS）、ニコライ・メトネルのピアノ協奏曲全曲（NAXOS）、レオポルド・ゴドフスキーのピアノ独奏曲全集（Marco Polo）、セルゲイ・リャプノフの超絶技巧練習曲全曲（Marco Polo）、ヨハン・シュトラウス2世編曲集（EMI classics）など多くの難曲を録音している。
2020年には、ベートーヴェンのピアノソナタ全集を完結させた。2023年にゴドフスキー全集は15巻で完結。Operatic MasterpiecesとProgressive Seriesは録音されないことになった。ただし、ショパンのエチュードによる練習曲の全曲録音は最年長演奏記録である。